# Каїро-Монтенотте
Каїро-Монтенотте (італ. Cairo Montenotte, ліг. Cairi) — муніципалітет в Італії, у регіоні Лігурія, провінція Савона.
Каїро-Монтенотте розташоване на відстані близько 450 км на північний захід від Рима, 55 км на захід від Генуї, 21 км на північний захід від Савони.
Населення — 13 276 осіб (2014).

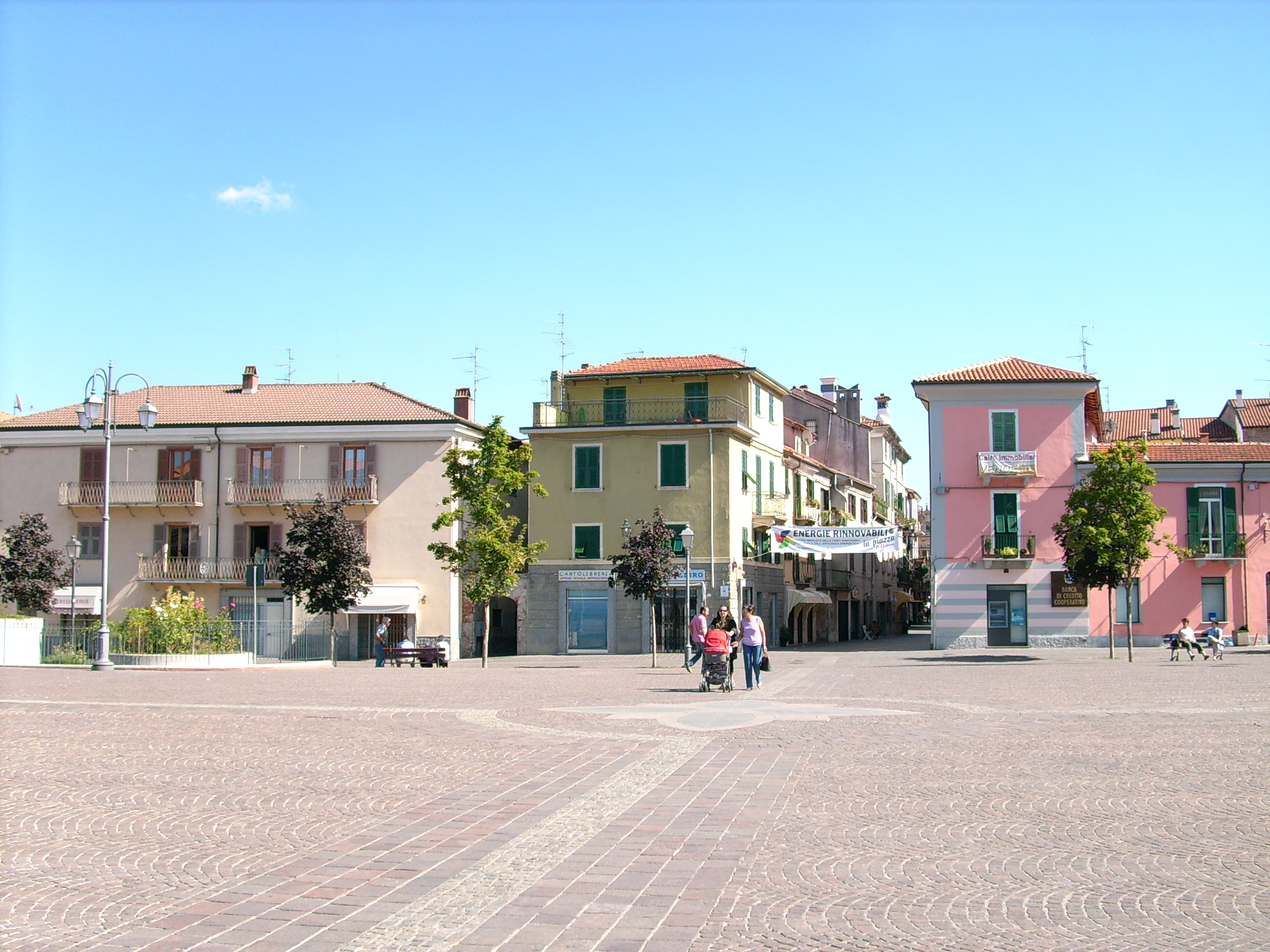

Щорічний фестиваль відбувається 10 серпня. Покровитель — святий мученик Лаврентій.

## Демографія
Населення за роками:

Станом на 1 січня 2023 року в муніципалітеті офіційно проживало 1536 іноземців з 66 країн, серед них 292 громадяни країн Євросоюзу та 79 громадян України.

## Сусідні муніципалітети
- Альбізола-Суперіоре
- Альтаре
- Каркаре
- Ченджо
- Коссерія
- Дего
- Джузвалла
- Готтазекка
- Понтінвреа
- Салічето
- Савона